# Triacanthella rubra
Triacanthella rubra är en urinsektsart som beskrevs av John Tenison Salmon 1941. Triacanthella rubra ingår i släktet Triacanthella och familjen Hypogastruridae. Inga underarter finns listade i Catalogue of Life.